# Liste der Stolpersteine im Kölner Stadtteil Kalk
Die Liste der Stolpersteine im Kölner Stadtteil Kalk führt die vom Künstler Gunter Demnig verlegten Stolpersteine im Kölner Stadtteil Kalk auf.
Die Liste der Stolpersteine beruht auf den Daten und Recherchen des NS-Dokumentationszentrums der Stadt Köln, zum Teil ergänzt um Informationen und Anmerkungen aus Wikipedia-Artikeln und externen Quellen. Ziel des Kunstprojektes ist es, biografische Details zu den Personen, die ihren (letzten) freiwillig gewählten Wohnsitz in Köln hatten, zu dokumentieren, um damit ihr Andenken zu bewahren.
Anmerkung: Vielfach ist es jedoch nicht mehr möglich, eine lückenlose Darstellung ihres Lebens und ihres Leidensweges nachzuvollziehen. Insbesondere die Umstände ihres Todes können vielfach nicht mehr recherchiert werden. Offizielle Todesfallanzeigen aus den Ghettos, Haft-, Krankenanstalten sowie den Konzentrationslagern können oft Angaben enthalten, die die wahren Umstände des Todes verschleiern, werden aber unter der Beachtung dieses Umstandes mitdokumentiert.
| Bild | Name sowie Details zur Inschrift | Adresse                                              | Zusätzliche Informationen |
| --- | --- | ---------------------------------------------------- | --- |
| Stolperstein für Dr. Kurt Frankenstein (Buchforststraße 2) | Am Evangelischen Krankenhaus Kalk Arbeitete Dr. Kurt Frankenstein (Jahrgang 1877) Entlassen 1933 Tot 16. Mai 1937                                                                                            | Buchforststr. 2 (Standort)                           | Der am 19. März 2019 verlegte Stolperstein erinnert an Dr. Kurt Frankenstein, geboren am 17. Oktober 1877 in Landeshut, Schlesien. Kurt Frankenstein wurde als jüngstes von drei Kindern des aus Schlesien stammenden Louis Frankenstein und seiner Frau Hulda geboren. Nach dem Studium der Medizin promovierte er 1900 über ein gynäkologisches Thema. 1907 erhielt er eine Anstellung als Leiter der Gynäkologischen Klinik in Köln-Kalk. Im Ersten Weltkrieg wurde Kurt Frankenstein zum Militärdienst eingezogen. Zwei Monate nach der Machtergreifung der Nationalsozialisten wurde Kurt Frankenstein von der Klinikleitung aufgefordert, seine Entlassung einzureichen. Trotz der Erwiderung Frankensteins, dass er evangelisch getauft ist, militärische Auszeichnungen im Ersten Weltkrieg erhalten hat und in einer Einrichtung der evangelischen Kirche beschäftigt ist, so dass die Bestimmungen des am 7. April 1933 erlassenen Gesetzes zur Wiederherstellung des Berufsbeamtentums nicht auf ihn angewendet werden können, wurde er entlassen. Bis zu seinem Tod praktizierte er in seinem Wohnhaus, im Kaiser-Wilhelm-Ring 24, weiter. Seit 1912 war Kurt Frankenstein aktives Mitglied der Schlaraffia. 1933 wurde der Oberschlaraffe Kurt Frankenstein wie alle nicht arischen Mitglieder aus der Schlaraffia ausgeschlossen. Am 16. Mai 1937 starb Kurt Frankenstein in Bonn und wurde auf dem Kölner Westfriedhof bestattet. Vor seinem ehemaligen Wohnhaus am Kaiser-Wilhelm-Ring 24 wurden weitere Stolperstein für Dr. Kurt Frankenstein und seine Familie verlegt. |
| Stolperstein Köln, Bernhard Horn (Kalker Hauptstraße 100) | Hier wohnte Bernhard Horn (Jahrgang 1881) Deportiert Auschwitz Ermordet | Kalker Hauptstraße 100 (Standort)                    | |
| Stolperstein Köln, Karl Heinz Rolf Walter Horn (Kalker Hauptstraße 100) | Hier wohnte Karl Heinz Rolf Walter Horn (Jahrgang 1919) Deportationsziel unbekannt ??? | Kalker Hauptstraße 100 (Standort)                    | |
| Stolperstein Köln, Martha Horn (Kalker Hauptstraße 100) | Hier wohnte Martha Horn, geb. Bier (Jahrgang 1889) Deportiert Für tot erklärt | Kalker Hauptstraße 100 (Standort)                    | |
| Stolperstein Köln, Amalie Katz (Remscheider Straße 67) | Hier wohnte Amalie Katz (Jahrgang 1909) Deportiert 1941 Łódź Für tot erklärt | Remscheider Straße 67 (Standort)                     | Nach neueren Informationen, welche zum Zeitpunkt der Stolpersteinverlegung nicht bekannt waren, wurde Amalie Katz im September 1942 von Litzmannstadt (Łódź) nach Kulmhof deportiert und dort ermordet. |
| Stolperstein Köln, Berta Katz (Remscheider Straße 67) | Hier wohnte Berta Katz, geb. Strauss (Jahrgang 1881) Deportiert 1941 Łódź Für tot erklärt | Remscheider Straße 67 (Standort)                     | Nach neueren Informationen, welche zum Zeitpunkt der Stolpersteinverlegung nicht bekannt waren, wurde Berta Katz im September 1942 von Litzmannstadt nach Kulmhof deportiert und dort ermordet. |
| Stolperstein Köln, Jakob Katz (Remscheider Straße 67) | Hier wohnte Jakob Katz (Jahrgang 1884) Deportiert 1941 Łódź Für tot erklärt | Remscheider Straße 67 (Standort)                     | Nach neueren Informationen, welche zum Zeitpunkt der Stolpersteinverlegung nicht bekannt waren, starb Jakob Katz am 8. Juni 1945 im Ghetto Litzmannstadt. |
| Stolperstein Köln, Hans Martin (Höfestraße 8) | Hier wohnte Hans Martin (Jahrgang unbekannt) Ermordet 1933 im Polizeipräsidium | Höfestraße 8 (Standort)                              | Der Stolperstein erinnert an Hans Martin, geboren am 24. November 1911 in Köln-Kalk. Der ledige Fabrikarbeiter Hans/Johann Martin starb als politisch Verfolgter am 28. September 1933 im damaligen Polizeipräsidium an der Krebsgasse 1/3 im Alter von 21 Jahren. |
| Stolperstein für Julius Mendel (Bertramstraße 18) | Hier wohnte Julius Mendel (Jahrgang 1872) Deportiert 1942 Theresienstadt ??? | Bertramstraße 18 (heute Hausnummer 12–22) (Standort) | |
| Stolperstein für Edmund Meyer (Kalk-Mülheimer Straße 14) | Hier wohnte Edmund Meyer (Jahrgang 1875) Deportiert 1941 Łódź/Litzmannstadt Ermordet 11. Mai 1942 Chelmno/Kulmhof                                                                                            | Kalk-Mülheimer Straße 14 (Standort)                  | Der Stolperstein erinnert an Edmund Meyer, geboren am 31. März 1875 in Köln. Edmund Meyer war verheiratet mit Sophie Meyer (geborene Bier). Am 22. Oktober 1941 wurden sie gemeinsam in das Ghetto Litzmannstadt (Łódź) deportiert. In der Transportliste wurde als Berufsbezeichnung für Edmund Meyer „Metzger“ eingetragen. Edmund Meyer starb am 12. Dezember 1941 im Ghetto Litzmannstadt. Im Totenbuch des Krankenhauses des Ghetto Litzmannstadt wurde als offizielle Todesursache eine Lungenentzündung angegeben. |
| Stolperstein für Sophie Meyer (Kalk-Mülheimer Straße 14) | Hier wohnte Sophie Meyer, geb. Bier (Jahrgang 1880) Deportiert 1941 Łódź/Litzmannstadt Ermordet 11. Mai 1942 Chelmno/Kulmhof                                                                                 | Kalk-Mülheimer Straße 14 (Standort)                  | Der Stolperstein erinnert an Sophie Meyer (geborene Bier), geboren am 28. Oktober 1880 in Porz-Ensen. Sophie Meyer war die Tochter von Isaak und Fanny Bier. Verheiratet war sie mit Edmund Meyer. Am 22. Oktober 1941 wurden sie gemeinsam in das Ghetto Litzmannstadt (Łódź) deportiert. Im Mai 1942 wurde Sophie Meyer in das Vernichtungslager Kulmhof verbracht. Dort verliert sich ihre Spur... |
| Stolperstein für Jakob Schmitz (Peter-Stühlen-Straße 86) | Peter-Stühlen-Str. 86 wohnte Jakob Schmitz (Jahrgang 1889) Im Widerstand / KPD Verhaftet 6. Februar 1935 'Vorbereitung Hochverrat' Verurteilt 12. November 1935 Gefängnisstrafe Entlassen 1937               | Peter-Stühlen-Str. 86 (Standort)                     | Der am 6. Oktober 2020 verlegte Stolperstein erinnert an Jakob Schmitz, geboren 1889. |
| Stolperstein für Juliane Schmitz (Peter-Stühlen-Straße 86) | Peter-Stühlen-Str. 86 wohnte Juliane Schmitz, geb. Klerk (Jahrgang 1889) Im Widerstand / KPD Verhaftet 6. Februar 1935 'Vorbereitung Hochverrat' Verurteilt 12. November 1935 Gefängnisstrafe Entlassen 1936 | Peter-Stühlen-Str. 86 (Standort)                     | Der am 6. Oktober 2020 verlegte Stolperstein erinnert an Juliane Schmitz (geb. Klerk), geboren 1889. |
| Bild gesucht Die Wikipedia wünscht sich an dieser Stelle ein Bild vom hier behandelten Ort. Weitere Infos zum Motiv findest du vielleicht auf der Diskussionsseite . Falls du dabei helfen möchtest, erklärt die Anleitung , wie das geht. BW | Hier wohnte eine Sinteza (Jahrgang 1876) Ermordet 29. März 1943 in Auschwitz 38 | Kurze Straße 2a (Standort)                           | Verfolgt als Sinti |
| Stolperstein für eine Sinteza (Nr. 146) (Vietorstraße 82) | Hier wohnte eine Sinteza (Jahrgang 1902) Deportiert am 21. Mai 1940 146 | Vietorstraße 82 (Standort)                           | Verfolgt als Sinti Wurde ins Generalgouvernement deportiert |
| Stolperstein für eine Sinteza (Nr. 90) (Vietorstraße 100) | Hier wohnte eine Sinteza (Jahrgang 1893) Deportiert am 21. Mai 1940 90 | Vietorstraße 100 (Standort)                          | Verfolgt als Sinti Wurde ins Generalgouvernement deportiert |
| Stolperstein für eine Sinteza (Nr. 86) (Kurze Straße 2a) | Hier wohnte eine Sinteza (Jahrgang 1920) Deportiert am 21. Mai 1940 86 | Kurze Straße 2a (Standort)                           | Verfolgt als Sinti Wurde ins Generalgouvernement deportiert |
| Stolperstein für eine Sinteza (Nr. 81) (Kurze Straße 2a) | Hier wohnte eine Sinteza (Jahrgang 1916) Deportiert am 21. Mai 1940 81 | Kurze Straße 2a (Standort)                           | Verfolgt als Sinti Wurde ins Generalgouvernement deportiert |
| Stolperstein für ein Sinto (Nr. 75) (Kurze Straße 2a) | Hier wohnte ein Sinto (Jahrgang 1936) Deportiert am 21. Mai 1940 75 | Kurze Straße 2a (Standort)                           | Verfolgt als Sinti Wurde ins Generalgouvernement deportiert |
| Stolperstein für ein Sinto (Nr. 85) (Vietorstraße 100) | Hier wohnte ein Sinto (Jahrgang 1931) Deportiert am 21. Mai 1940 85 | Vietorstraße 100 (Standort)                          | Verfolgt als Sinti Wurde ins Generalgouvernement deportiert |
| Stolperstein für ein Sinto (Nr. 93) (Vietorstraße 100) | Hier wohnte ein Sinto (Jahrgang 1936) Deportiert am 21. Mai 1940 93 | Vietorstraße 100 (Standort)                          | Verfolgt als Sinti Wurde ins Generalgouvernement deportiert |
| Stolperstein für ein Sinto (Nr. 87) (Kurze Straße 2a) | Hier wohnte ein Sinto (Jahrgang 1935) Deportiert am 21. Mai 1940 87 | Kurze Straße 2a (Standort)                           | Verfolgt als Sinti Wurde ins Generalgouvernement deportiert |
| Stolperstein für ein Sinto (Nr. 83) (Kurze Straße 2a) | Hier wohnte ein Sinto (Jahrgang 1905) Deportiert am 21. Mai 1940 83 | Kurze Straße 2a (Standort)                           | Verfolgt als Sinti Wurde ins Generalgouvernement deportiert |
| Stolperstein für ein Sinto (Nr. 74) (Kurze Straße 2a) | Hier wohnte ein Sinto (Jahrgang 1907) Deportiert am 21. Mai 1940 74 | Kurze Straße 2a (Standort)                           | Verfolgt als Sinti Wurde ins Generalgouvernement deportiert |
| Stolperstein für ein Sinto (Nr. 145) (Kurze Straße 2a) | Hier wohnte ein Sinto (Jahrgang 1916) Deportiert am 21. Mai 1940 145 | Kurze Straße 2a (Standort)                           | Verfolgt als Sinti Wurde ins Generalgouvernement deportiert |
| Stolperstein für ein Sinto (Nr. 84) (Kurze Straße 2a) | Hier wohnte ein Sinto (Jahrgang 1933) Deportiert am 21. Mai 1940 84 | Kurze Straße 2a (Standort)                           | Verfolgt als Sinti Wurde ins Generalgouvernement deportiert |
| Stolperstein für ein Sinto (Nr. 89) (Vietorstraße 100) | Hier wohnte ein Sinto (Jahrgang 1883) Deportiert am 21. Mai 1940 89 | Vietorstraße 100 (Standort)                          | Verfolgt als Sinti Wurde ins Generalgouvernement deportiert |
| Stolperstein für ein Sinto (Nr. 78) (Kurze Straße 2a) | Hier wohnte ein Sinto (Jahrgang 1936) Deportiert am 21. Mai 1940 78 | Kurze Straße 2a (Standort)                           | Verfolgt als Sinti Wurde ins Generalgouvernement deportiert |
| Stolperstein für ein Sinto (Nr. 92) (Kurze Straße 2a) | Hier wohnte ein Sinto (Jahrgang 1940) Deportiert am 21. Mai 1940 92 | Kurze Straße 2a (Standort)                           | Verfolgt als Sinti Wurde ins Generalgouvernement deportiert |
| Stolperstein für ein Sinto (Nr. 94) (Vietorstraße 100) | Hier wohnte ein Sinto (Jahrgang 1934) Deportiert am 21. Mai 1940 94 | Vietorstraße 100 (Standort)                          | Verfolgt als Sinti Wurde ins Generalgouvernement deportiert |
| Stolperstein für ein Sinto (Nr. 62) (Kurze Straße 2a) | Hier wohnte ein Sinto (Jahrgang 1922) Deportiert 41 nach Sachsenhausen Ermordet am XXX 62 | Kurze Straße 2a (Standort)                           | Verfolgt als Sinti |

## Quelle
- NS-Dokumentationszentrum - Stolpersteine | Erinnerungsmale für die Opfer des Nationalsozialismus (Stadtteilliste Kalk)